# Góra Zamkowa (Pogórze Izerskie)

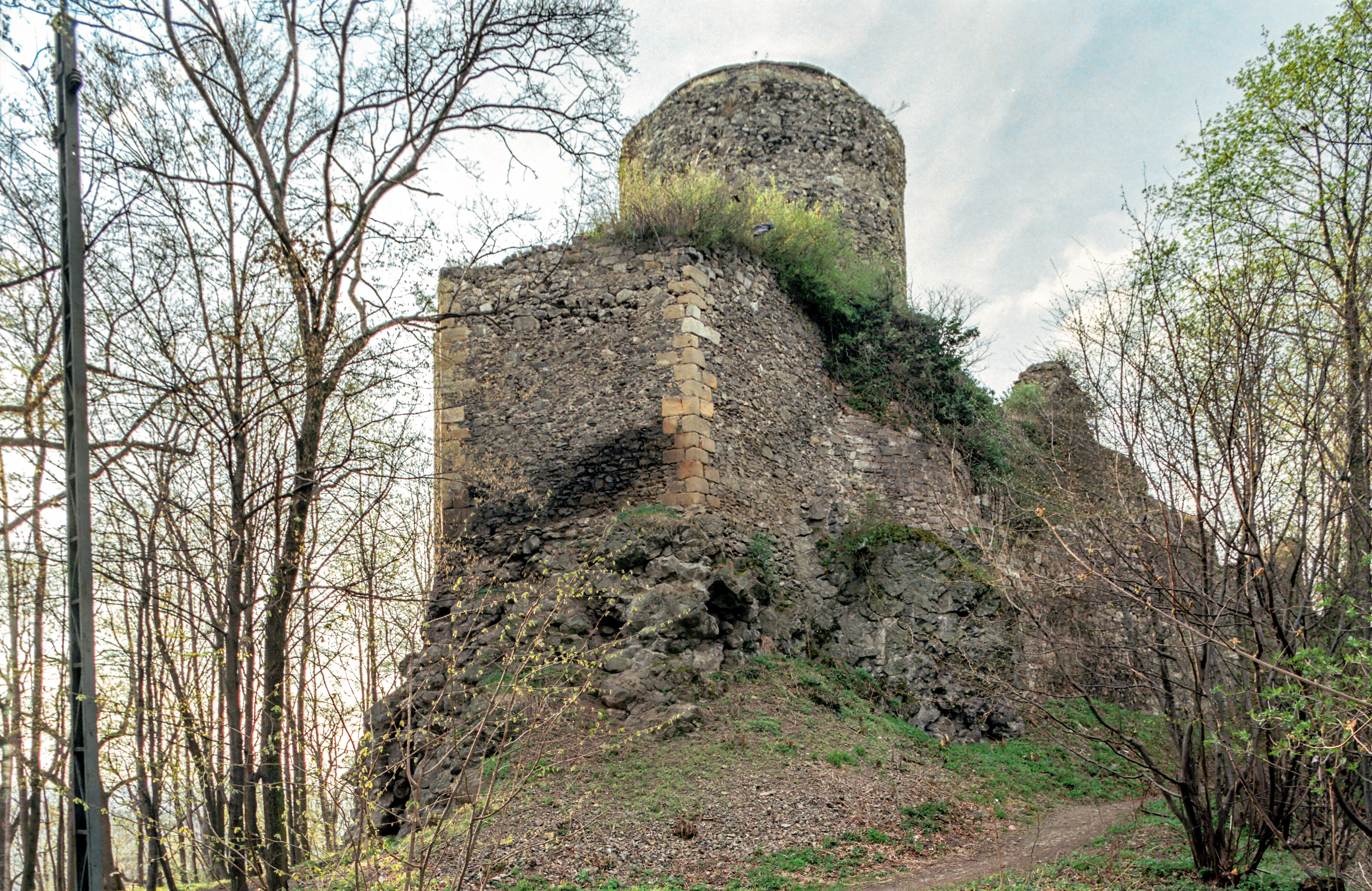
Ruiny zamku na szczycie Góry Zamkowej – widok od strony południowej

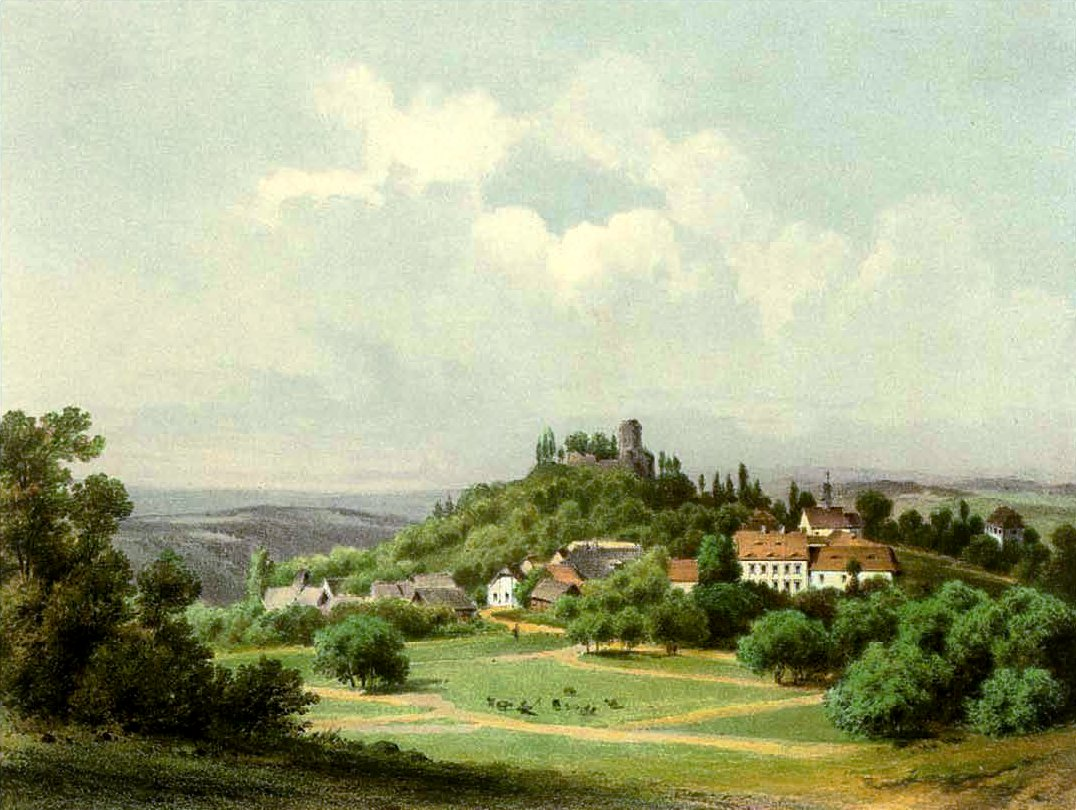
Góra Zamkowa między 1857 a 1883

Góra Zamkowa – wzniesienie o wysokości 384 m n.p.m., w południowo-zachodniej Polsce w Sudetach Zachodnich na Pogórzu Izerskim.

## Położenie
Wzniesienie położone w południowo-wschodniej części Pogórza Izerskiego, około 0,8 km, na zachód od centrum miejscowości Wleń i 1,3  km na południowy wschód od miejscowości Łupki.

## Fizjografia
Wzniesienie to wygasły wulkan w kształcie wydłużonej kopuły o spłaszczonej powierzchni szczytowej i nieregularnych zboczach z niewielkim mało wykształconym szczytem. Rozciąga się na kierunku SW-NE. Charakteryzujące się nieregularną rzeźbą, urozmaiconym ukształtowaniem z wyraźnie podkreślonym dość stromo opadającym do Doliny Bobru północno-wschodnim zboczem. Południowo-zachodnie zbocze łagodnie opada w stronę wzniesienia Gniazdo, od którego oddzielone jest niewielkim siodłem. Wzniesienie wyraźnie wydzielają doliny rzek: od północy dolina Jamnej a od wschodu i południa dolina Bobru. Wzniesienie położone jest w granicach Parku Krajobrazowego Doliny Bobru oraz obszaru Natura 2000. Wierzchowina i wschodnie zbocze wzniesienia położone jest na obszarze rezerwatu przyrody „Góra Zamkowa”. U podnóża wzniesienia, po wschodniej stronie, położona jest miejscowość Wleń. Położenie wzniesienia, kształt i wyraźnie podkreślona część szczytowa z basztą zamkową czynią wzniesienie rozpoznawalnym w terenie.

## Budowa
Wzniesienie w całości zbudowane z bazaltu. W strefie pod szczytowej wzniesienia występują tzw. diabazowe lawy poduszkowe z początku ery paleozoicznej ułożonych jedna na drugiej. Lawy te powstały w wyniku podwodnej erupcji wulkanu. Zastygając na dnie morza przybierały postać buł. Zbocza wzniesienia pokrywa warstwa młodszych osadów z okresu zlodowaceń plejstoceńskich.

## Roślinność
Wierzchowina i północno-wschodnie zbocze wzniesienia porośnięta jest lasem liściastym. Drzewostan tworzą gatunki bardzo rzadkie w kraju i zagrożone w Europie siedlisko przyrodnicze, stokowe jaworzyny i lasy lipowo-klonowe, którym towarzyszą na niewielkich powierzchniach kwaśna buczyna i grąd. Runo jest dobrze wykształcone. Wśród roślin występujących w runie rośnie kilka gatunków chronionych: paprotnik kolczysty, ułudka leśna, lilia złotogłów, parzydło leśne, bluszcz pospolity i czosnek niedźwiedzi. Flora obszaru wzniesienia obejmuje łącznie 161 gatunków. Niewielką część południowego zbocza w środkowej części zajmują zabudowania pałacu Lenno i osady Wleński Gródek, pozostałą część zajmują łąki, nieużytki i pastwiska.

## Inne
- Na zamkowym wzgórzu stoi pomnik barona von Grunfelda, wykonany przez Johanna Gottfrieda Schadow, twórcę m.in. kwadrygi na Bramie Brandenburskiej[1].
- Na zboczu wzniesienia przy zielonym szlaku stoi zabytkowy krzyż pojednania, na którym są dwa wypukłe wzory narzędzi: sztylet i topór[3][4],

## Turystyka
Przez szczyt wzniesienia prowadzą szlaki turystyczne:
- – przechodzący przez szczyt,
- – Szlak Zamków Piastowskich prowadzący południowym zboczem wzniesienia.

Szczyt wzniesienia stanowi punkt widokowy a z odremontowanej baszty zamkowej, udostępnionej dla turystów, przy pięknej pogodzie można było podziwiać pasmo Karkonoszy a także Dolinę Bobru, Wleń, panoramę, Gór Kaczawskich i Pogórza Izerskiego. Na szczyt można dojść ścieżką od strony południowej z Wlenia. W partii szczytowej wzniesienia znajdują się zabytkowe obiekty: Gródek „Lenno” wraz z kaplicą p.w. św. Jadwigi, ruina zamku „Lenno” z baszta widokową, zespół pałacowy „Wleński Gródek” z pałacem, pawilonem ogrodowym i gołębnikiem, oraz park przypałacowy.